# Герб Сунтарского улуса
Герб муниципального образования «Сунта́рский улу́с (райо́н)» Республики Саха (Якутия) Российской Федерации.
Герб утверждён решением Улусного Собрания депутатов муниципального образования «Сунтарский улус (район)» № 06 от 28 февраля 2005 года.
Герб внесён в Государственный геральдический регистр Российской Федерации под регистрационным номером № 2013.

## Описание герба
«В зелёном поле три золотых сэргэ (коновязи в виде резных столбов, средняя из которых выше, имеет в середине шесть (три и три) сучьев отходящих в стороны и вверх наподобие лепестков тюльпана, внизу — два сука, отходящих в стороны и соприкасающихся с другими сэргэ), сопровождённые по сторонам (выше малых сэргэ) шестью серебряными людьми в национальных костюмах (поставленными по три — в центре мужчина, по сторонам от него две женщины — по обе стороны от среднего сэргэ). Во главе семь серебряных дугообразно расположенных якутских алмазов (фигуры в виде поставленных на угол квадратов, каждый из которых расторгнут на шесть частей: накрест и наподобие двух сходящихся по сторонам стропил)».

## Описание символики герба
Сунтарский улус расположен в среднем течении реки Вилюй, являющейся одним из самых длинных и широких притоков Лены — гордости российского Севера. Граничит с Олекминским, Мирнинским, Верхне-Вилюйским, Нюрбинским, Ленскими улусами и находится в 989 км от столицы республики — города Якутска. Улус богат природным газом, нефтью, каменным углём, природным цеолитом, и поваренной солью. Основное занятие населения — сельское хозяйство.
Сунтарский улус является кладовым якутского национального фольклора и всей национальной культуры якутского этноса, сохранивший его вековые традиции до наших времён. Сунтарцы являются исконными охотниками-промысловиками, земледельцами и скотоводами, с глубоко вошедшими в их быт национальными традициями и обычаями, например, поклонение к богу огня — удачи в охоте, тепла и уюта в доме, к богу изобилия — богатства и благополучия в семье, и, наконец, к солнцу — всеобщей радости и счастью народа Саха.
Изображённое на гербе «Аар ба5ах» — старинный коновязь представляет собой символ богатства и благополучия, которая характеризует воплощение всех идей, побед и достижений народа в своём развитии.
Танцующие «Осуохай» силуэты людей — это символ якутского национального праздника «Ысыах», то есть праздник души и единения всех народов, населяющих территорию Республики Саха (Якутия).
Национальный орнамент в виде ромбических фигур — это символ воли и твёрдости духа народа в виде кристалла. Она, как вечный символ чистоты и холода северного края, характеризует богатство территории улуса, национальную и самобытную культуру, населяющих её народов, её настоящее и будущее. У якутского народа имеются свои знаковые числа. Это числа 3, 7 и 9. Другими словами его можно объяснить так: 3 — начало становления и развития, 7-устоявшаяся жизнь и возрождение нации, 9 — высшая стадия развития общества и любого этноса. Поэтому в данном случае подходит число 7 к количеству ромбиков и силуэту людей, обрамляющих щит данного герба.
Общая компоновка рисунка даёт следующее понятие:
Сунтарский улус является составной частью Республики Саха (Якутия), призванный своей самобытной национальной культурой, своими достижениями в области сельского хозяйства, природными богатствами, единением всех её населяющих народов, приумножать богатство республики и тем самым укреплять мощь своего Отечества — Российскую Федерацию.
Алмазы в особой стилизации, аналогичной их стилизации в Государственном гербе Республики Саха (Якутия), обозначают административно-территориальную принадлежность муниципального образования к Республике Саха (Якутия).
Авторами и разработчиками герба являются: Уаров Иван Николаевич — помощник главы МО «Сунтарский улус (район»), Герасимов Афанасий Афанасьевич — народный депутат улусного Собрания, директор ЧП «Фотошоп», Миронов Александр Николаевич, заместитель главы МО «Сунтарский улус (район)» по социальному развитию.

## История герба
23 мая 2006 года было утверждено Положение о герб Сунтарского улуса.